# Liparis luteola
Liparis luteola är en orkidéart som beskrevs av John Lindley. Liparis luteola ingår i släktet gulyxnen, och familjen orkidéer. Inga underarter finns listade i Catalogue of Life.